# Carlos Sánchez Arrascue
Carlos Adolfo Sánchez Arrascue (Chota, 17 de octubre de 1945- ) es un político peruano. Alcalde de la Provincia de Chota en 5 periodos.

## Biografía
Carlos Adolfo Sánchez Arrascue nació en Chota, el 17 de octubre de 1945, siendo el segundo de 5 hermanos. Es hijo de la reconocida maestra Auramaría Arrascue Díaz (1919-2013).
Estudió en el Colegio San Juan de Chota. Culminó con éxito Estudios Superiores en "Ingeniería Agraria" y "Derecho" en Lima. Se caracterizó desde muy joven por ser un Luchador Social.
En 1986, participó en las elecciones municipales, como representante del Partido Aprista Peruano, siendo elegido Alcalde Provincial de Chota para el periodo 1987-1989. Fue reelecto para el periodo 1990-1992, como Candidato Independiente. Continúa en la alcaldía para el periodo 1993-1995 por el Movimiento Frente Progresista Chotano, y para el periodo 1996-1998 por el Frente Progresista Rondero y Popular. En las Elecciones Regionales y Municipales del Perú de 1998 se presenta como candidato del Movimiento Vamos Vecino nuevamente a la Alcaldía Provincial de Chota, tras una contienda democrática salió electo para el periodo 1999-2002. En el 2002 renuncia por razones de salud, ocupando su cargo Carlos Magno Roncal Noriega.